# Bendis postica
Bendis postica är en fjärilsart som beskrevs av Walker 1865. Bendis postica ingår i släktet Bendis och familjen nattflyn. Inga underarter finns listade i Catalogue of Life.